# Primordialisme

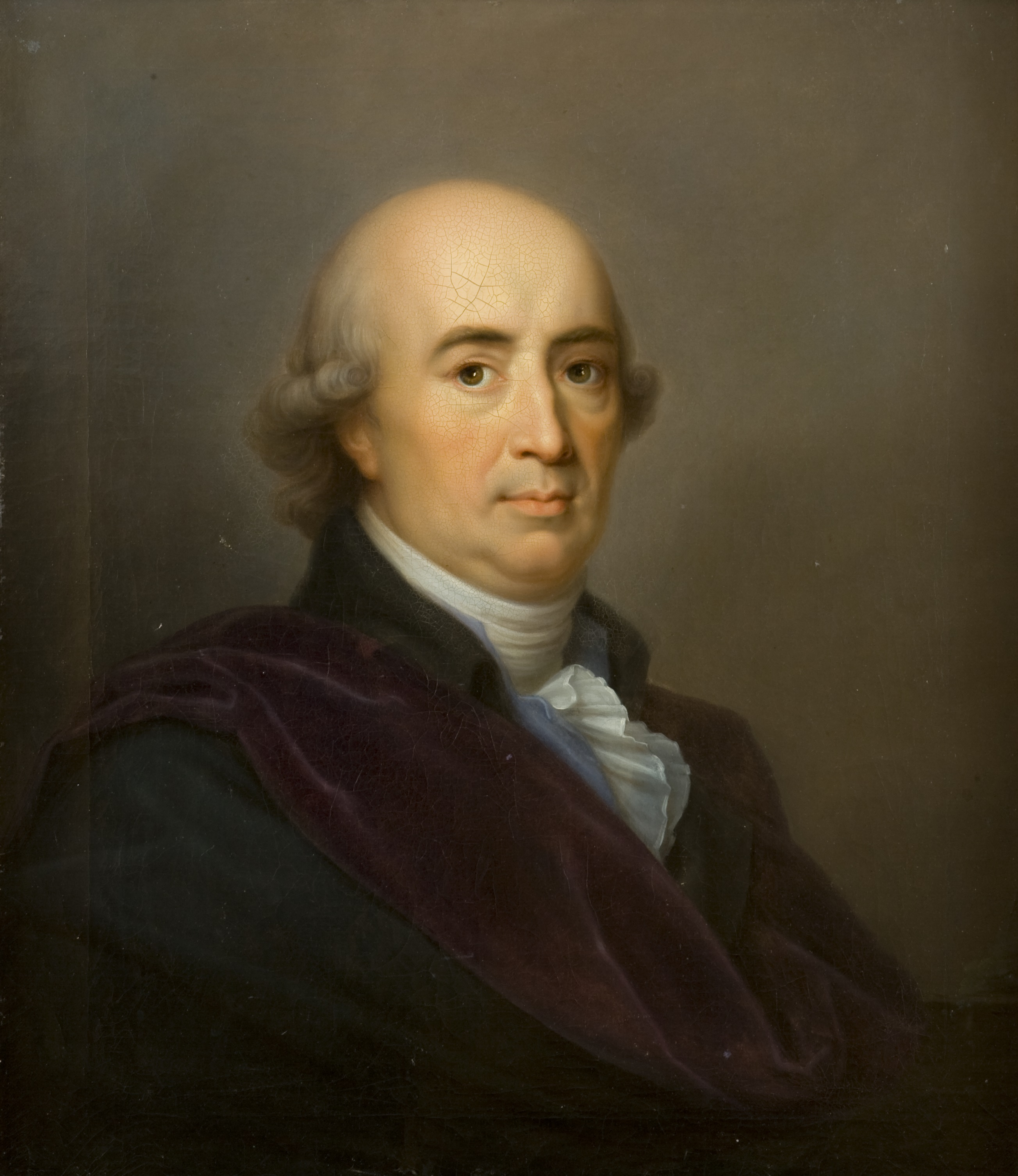
Johann Gottfried Herder, Portrait peint par Gerhard von Kügelgen, huile sur toile, 71 cm (27.9 in); width: 61 cm (24 in)

Le Primordialisme (en anglais : Primordialism) est un concept sociologique suivant lequel il existe des liens entre les membres d'une nation qui sont fondamentaux et irrationnels et qui sont basés sur la religion, la culture, la langue. Il en découle que l'identité de la nation peut être considérée comme une donnée ancienne, un phénomène naturel.
Le primordialisme trouve ses origines dans les idées philosophiques du Premier romantisme allemand, en particulier dans les travaux de Johann Gottlieb Fichte et de Johann Gottfried Herder. Pour Herder, la nation est synonyme de groupe par la langue. Selon lui la langue est synonyme de pensée et comme une langue propre est apprise par la communauté, chaque communauté a son système de pensée propre. Cela suggère aussi que la communauté conserve, du fait de cette langue, une nature fixe dans le temps.
Le primordialisme a été fort critiqué après la Seconde Guerre mondiale par quelques spécialistes du nationalisme qui en sont venus à considérer la nation comme une communauté par la technologie et la politique de la modernité.